# 洛茲點 (康乃狄克州)
洛茲點（英語：Lords Point）是位於美國康乃狄克州新倫敦縣的一個歷史區。該地的面積和人口皆未知。

## 地理
洛茲點的座標為41°20′05″N 71°55′33″W / 41.33472°N 71.92583°W，而該地的平均海拔高度為4米（即13英尺）。